# Station Jasienica koło Bielska
Station Jasienica Koło Bielska is een spoorwegstation in de Poolse plaats Jasienica.